# Richmond (Kentucky)
Richmond és una població dels Estats Units a l'estat de Kentucky. Segons el cens del 2008 tenia 32.895 habitants.

## Demografia
Segons el cens del 2000, Richmond tenia 27.152 habitants, 10.795 habitatges, i 5.548 famílies. La densitat de població era de 548,3 habitants/km².
Dels 10.795 habitatges en un 24,4% hi vivien nens de menys de 18 anys, en un 35,2% hi vivien parelles casades, en un 12,8% dones solteres, i en un 48,6% no eren unitats familiars. En el 34,7% dels habitatges hi vivien persones soles el 8,8% de les quals corresponia a persones de 65 anys o més que vivien soles. El nombre mitjà de persones vivint en cada habitatge era de 2,14 i el nombre mitjà de persones que vivien en cada família era de 2,78.
Per edats la població es repartia de la següent manera: un 17,5% tenia menys de 18 anys, un 31,7% entre 18 i 24, un 27,5% entre 25 i 44, un 13,8% de 45 a 60 i un 9,5% 65 anys o més.
L'edat mediana era de 25 anys. Per cada 100 dones de 18 o més anys hi havia 87,8 homes.
La renda mediana per habitatge era de 25.533$ i la renda mediana per família de 36.222$. Els homes tenien una renda mediana de 30.817$ mentre que les dones 22.053$. La renda per capita de la població era de 15.815 $. Entorn del 16,6% de les famílies i el 25% de la població estaven per davall del llindar de pobresa.

## Poblacions més properes
El següent diagrama mostra les poblacions més properes.